# Tweede schaatsmarathon op natuurijs 2024
De Marathonschaatsen 2023/2024 Tweede schaatsmarathon op natuurijs 2024 was de veertiende wedstrijd van het Marathonseizoen die op woensdag 10 januari 2024 plaatsvond in Noordlaren. De marathon werd door de IJsvereniging ‘De Hondsrug' onder auspiciën van de KNSB georganiseerd op IJsbaan Noordlaren. Het was de veertiende wedstrijd van het marathonseizoen.
Evert Hoolwerf had de tweede natuurijsmarathon van het seizoen op zijn naam geschreven. Hoolwerf was in de snelste van een kopgroep van twaalf die het peloton op een ronde had gezet op de baan van 333 meter. Jordy Harink eindigde achter Hoolwerf als tweede. Harm Visser, gisteren de winnaar van de natuurijsprimeur, kwam in de laatste bocht in het gedrang en moest genoegen nemen met de derde plaats. Na de winst gisteren in de eerste marathon op natuurijs had Marijke Groenewoud vanavond ook de tweede wedstrijd op natuurijs gewonnen. Groenewoud het snelst in de eindsprint van een grote kopgroep. Lianne van Loon en Esther Kiel ruilde in vergelijking met Winterswijk van plek en werden twee en drie. Uit de grote kopgroep waren in het laatste kwart van de wedstrijd zes rijdster ontsnapt die pas na het af sprinten van het peloton bijgehaald werden door de snelle vrouwen die daarna gingen sprinten om de winst.

## Tijdschema
| Datum                    | Tijd (CET) | Onderdeel           |
| ------------------------ | ---------- | ------------------- |
| Woensdag 10 januari 2024 | 19:00      | Top-divisie vrouwen |
| Woensdag 10 januari 2024 | 20:15      | Top-divisie mannen  |

## Podia
| Klasse             | Eerste             | Tweede          | Derde           |
| ------------------ | ------------------ | --------------- | --------------- |
| Topdivisie mannen  | Evert Hoolwerf     | Jordy Harink    | Harm Visser     |
| Topdivisie vrouwen | Marijke Groenewoud | Lianne van Loon | Lianne van Loon |

## Top-divisie mannen[2]
| #      | Rijder             | Nationaliteit | Ploeg                         | Ronden | Punten |
| ------ | ------------------ | ------------- | ----------------------------- | ------ | ------ |
| Goud   | Evert Holwerf      | Nederland     | Team Reggeborgh               | 116    | 30,1   |
| Zilver | Jordy Harink       | Nederland     | Royal A-ware                  | 116    | 26     |
| Brons  | Harm Visser        | Nederland     | Jumbo-Visma                   | 116    | 23     |
| 4      | Christian Haasjes  | Nederland     | Sprog                         | 116    | 22     |
| 5      | Daan Gelling       | Nederland     | Royal A-ware                  | 116    | 21     |
| 6      | Homme Jan de Groot | Nederland     | Bouwselect-De Haan Westerhoff | 116    | 20     |
| 7      | Roel Boek          | Nederland     | Port of Amsterdam / SKITS     | 116    | 19     |
| 8      | Niels Overvoorde   | Nederland     | Sportchaletviehhofen.at       | 116    | 18     |
| 9      | Maikel Stam        | Nederland     | VGR Sport-Mechan Groep        | 116    | 17     |
| 10     | Luc ter Haar       | Nederland     | Bouwselect-De Haan Westerhoff | 116    | 16     |
| 11     | Lars Woelders      | Nederland     | OKAY/Interfarms               | 116    | 15     |
| 12     | Joram Verkerk      | Nederland     | VGR Sport-Mechan Groep        | 116    | 14     |
| 13     | Casper de Gier     | Nederland     | Team Reggeborgh               | 115    | 8      |
| 14     | Robbert Post       | Nederland     | Jumbo-Visma                   | 115    | 7      |
| 15     | Peter Michael      | Nieuw-Zeeland | A6.nl-KMC                     | 115    | 6      |
| 16     | Miguel Bravo       | Portugal      | A6.nl-KMC                     | 115    | 5      |
| 17     | Kevin Hoekstra     | Nederland     | Bouwselect-De Haan Westerhoff | 115    | 4      |
| 18     | Yves Vergeer       | Nederland     | OKAY/Interfarms               | 115    | 3      |
| 19     | Daan Berkhout      | Nederland     | Van Ramshorst Renault         | 115    | 2      |
| 20     | Chris Berkhout     | Nederland     | Van Ramshorst Renault         | 115    | 1      |

115 ronden
0:53:30uur (gem. 27,9sec) 42,9km/h

## Uitslag vrouwen[3]
| #      | Rijder                 | Nationlaiteit | Ploeg                             | Ronden | Punten |
| ------ | ---------------------- | ------------- | --------------------------------- | ------ | ------ |
| Goud   | Marijke Groenewoud     | Nederland     | Team Albert Heijn Zaanlander      | 81     | 30,1   |
| Zilver | Lianne van Loon        | Nederland     | KNSB Inline Selectie              | 81     | 26     |
| Brons  | Esther Kiel            | Nederland     | BDM-BTZ                           | 81     | 23     |
| 4      | Evi Gelling            | Nederland     | Turner                            | 81     | 22     |
| 5      | Tessa Snoek            | Nederland     | VGR Sport-Vreugdenhil Dairy Foods | 81     | 21     |
| 6      | Beau Wagemaker         | Nederland     | PGM Bakker                        | 81     | 20     |
| 7      | Yvonne Nauta           | Nederland     | A6.nl-KMC                         | 81     | 19     |
| 8      | Ineke Dedden           | Nederland     | BDM-BTZ                           | 81     | 18     |
| 9      | Pien van den Bos       | Nederland     | Wokke Vastgoed                    | 81     | 17     |
| 10     | Arianna Pruisscher     | Nederland     | Team Albert Heijn Zaanlander      | 81     | 16     |
| 11     | Anne Leltz             | Nederland     | Wokke Vastgoed                    | 81     | 15     |
| 12     | Emma Engbers           | Nederland     | VGR Sport-Vreugdenhil Dairy Foods | 81     | 14     |
| 13     | Janne Berkhout         | Nederland     | Van Ramshorst Renault             | 81     | 13     |
| 14     | Veerle van Koppen      | Nederland     | Gewest Fryslan-Victron Energy     | 81     | 12     |
| 15     | Loesanne van der Geest | Nederland     | PGM Bakker                        | 81     | 11     |
| 16     | Iris van der Stelt     | Nederland     | PEER racefietsen Wijk en Aalburg  | 81     | 10     |
| 17     | Maaike Verweij         | Nederland     | Team Albert Heijn Zaanlander      | 81     | 9      |
| 18     | Elsemieke van Maaren   | Nederland     | BDM-BTZ                           | 81     | 8      |
| 19     | Claudia Oranje         | Nederland     | Vangnet                           | 81     | 7      |
| 20     | Paula Konijn           | Nederland     | Haak powered by OCRE              | 81     | 6      |

80 ronden
0:40:53uur (gem. 30,7sec) 39,1km/h

### Snelste wedstrijdgemiddelde
| Klasse              | Snelste gemiddelde       | Tijd     | Ronden | Schaatsster        | Nationaliteit | Ploeg                        |
| ------------------- | ------------------------ | -------- | ------ | ------------------ | ------------- | ---------------------------- |
| Top-divisie Mannen  | 42,9 km/h (gem. 27,9sec) | 00:53:30 | 115    | Evert Holwerf      | Nederland     | Team Reggeborgh              |
| Top-divisie Vrouwen | 39,1 km/h (gem. 30,7sec) | 00:40:53 | 80     | Marijke Groenewoud | Nederland     | Team Albert Heijn Zaanlander |

Marathon Cup 1 · 
Marathon Cup 2 · 
Marathon Cup 3 ·
Marathon Cup 4 · 
Marathon Cup 5 · 
Marathon Cup 6 · 
Marathon Cup 7 · 
Marathon Cup 8 · 
Staatsloterij Schaatsmarathon · 
Marathon Cup 9 · 
NK kunstijs · 
Marathon Cup 10 · 
Eerste schaatsmarathon op natuurijs · 
Tweede schaatsmarathon op natuurijs · 
Marathon Cup 11 · 
Marathon Cup 12 · 
Grand Prix 1 · 
Open NK natuurijs · 
Grand Prix 2 · 
Grand Prix 3 ·
Marathon Cup 13 ·
Marathon Cup 14 · 
Grand Prix 4 · 
Grand Prix 5 · 
Grand Prix 6 ·  
Marathon Cup 15
Klassementen: KNSB Cup ·
Jongeren · 
Ploegen ·
Grand Prix ·
Club-assistent Brabantcup ·
Natuurijs vierdaagse
Lijst van schaatsmarathonrijders 2023/2024